# Ćevapi
Ćevapi, ćevapčići o čevapčiči es un plato a la parrilla a base de carne picada que se encuentra por regla general en las cocinas de los Balcanes. Se consideran un plato nacional en Bosnia y Herzegovina y Serbia y también son comunes en Croacia, Montenegro, Albania, Eslovenia, así como en Macedonia del Norte, Bulgaria, y en países como Austria gracias a la inmigración balcánica.
Se suele servir en un plato o sobre pan plano, llamado lepinja o somun (una variedad del pan pita), a menudo con cebollas picadas y kaymak (crema láctea típica de Bosnia), a veces, con menos frecuencia, con queso y demás variantes.

## Variantes

### Bosnia Herzegovina

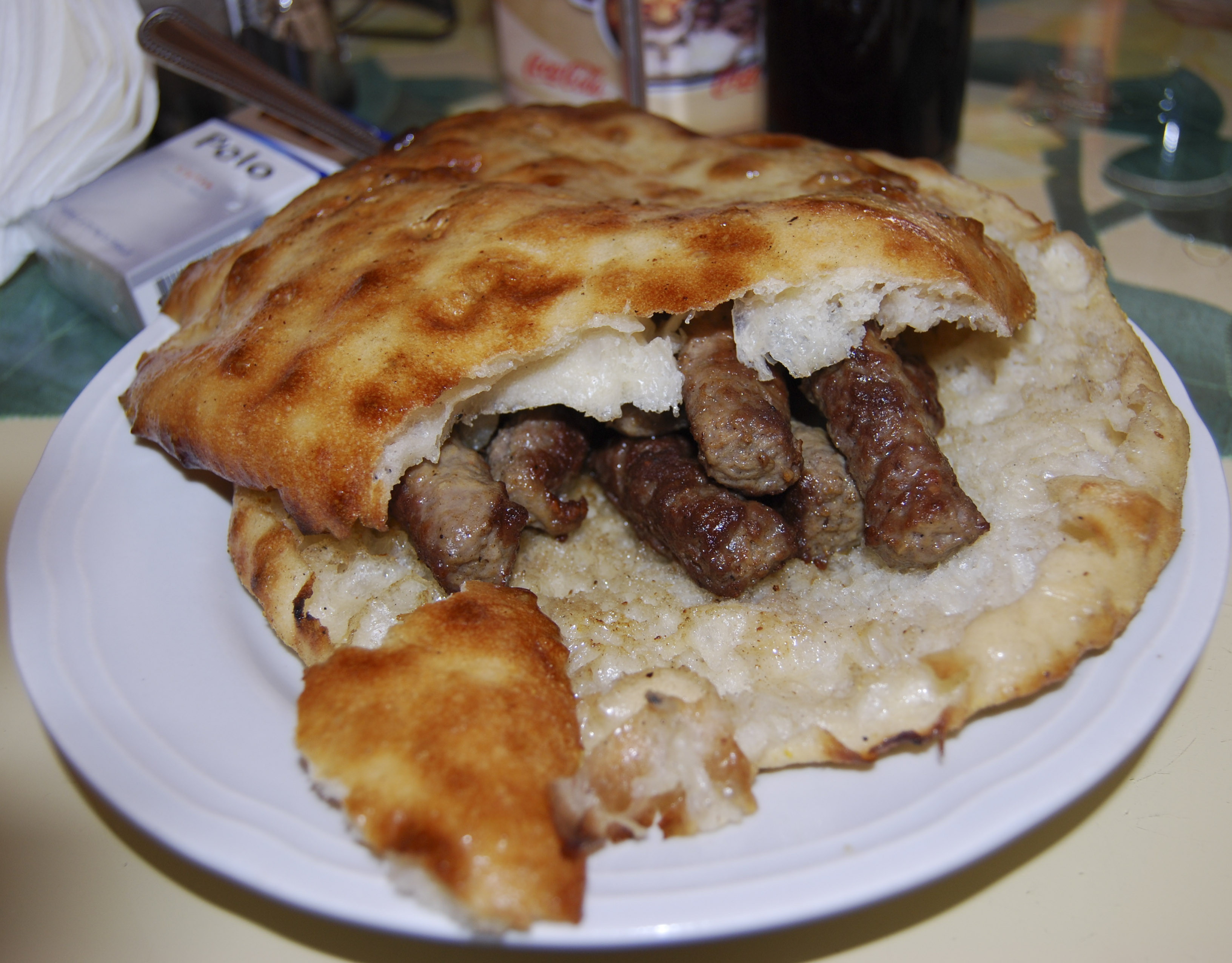
Ćevapčići de Travnik, Bosnia.

Los ćevapi bosnios más típicos son el de Baščaršija (centro histórico de Sarajevo), así como el de Banja Luka. Las ciudades de Travnik y Tuzla son muy conocidas por sus ćevapi elaborados con carne de ternera con especias. El estofado de carne se vierte sobre pan plano, llamado lepinja o somun. En Banja Luka los ćevapi son conocidos por estar hechos de múltiples rollos (por regla general cuatro) todos ellos unidos.

### Macedonia del Norte
En Macedonia del Norte el kebapi (ќебапи) se suele hacer de carnes de cerdo y de vaca. Una ración consiste, generalmente, en 5-10 piezas servidas con pan blanco, pimentón, sal y cebollas. Los viejos bazares turcos en Skopje, Bitola, así como en el resto de Macedonia del Norte, tienen lugares tradicionales para ser servidos con un desetka (десетка, un plato con 10 trozos).

### Serbia
En Serbia los ćevapčići proceden de Leskovac y están elaborados a base de carne de vaca y se sirven en lepinja. Se menciona que la única forma o técnica tradicional de elaborar los ćevapčići es utilizando carbón.

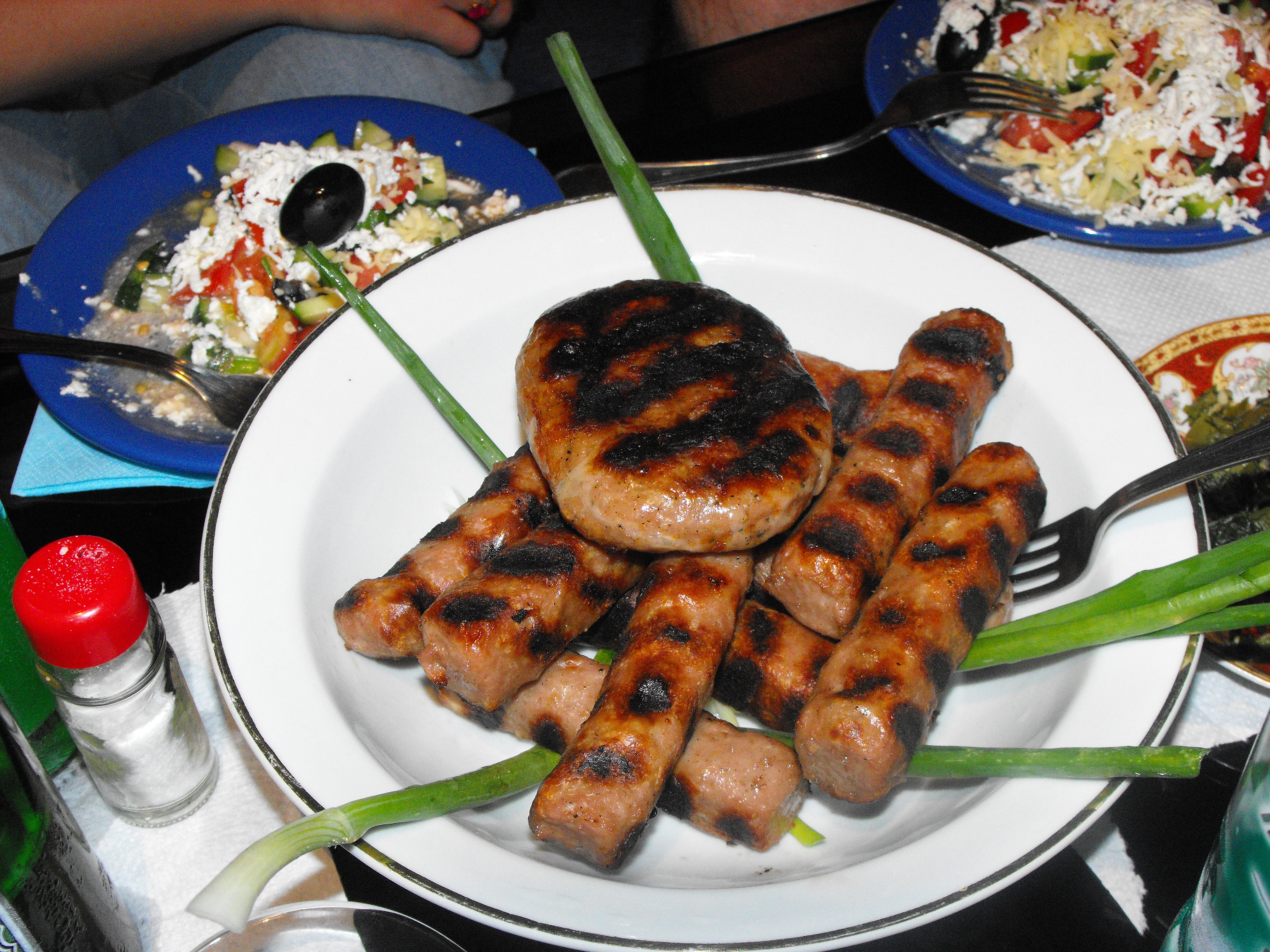
Ćevapi de Bulgaria